# Orcop
Orcop – wieś w Anglii, w hrabstwie Herefordshire. Leży 15 km na południe od miasta Hereford i 189 km na zachód od Londynu.